# ويليام بينغهام (سياسي)
ويليام بينغهام (بالإنجليزية: William Bingham)‏ هو سياسي أمريكي، ولد في 1808، وتوفي في 15 سبتمبر 1873. انتخب عمدة بيتسبرغ (11 يناير 1856 – 16 يناير 1857).